# John Gordon Stuart Ross
John Gordon Stuart Ross, britanski general, * 1898, † 1959.